# M.Sc.Géogr.
M.Sc.Géogr. est une abréviation et désigne : 
- Le titre universitaire de maître en sciences géographiques.
- Le diplôme universitaire de deuxième cycle Maîtrise en sciences géographiques.

La maîtrise en sciences géographiques a remplacé, depuis l'automne 2000, la maîtrise en géographie à l'Université Laval.